# Acace d'Amida
Pour les articles homonymes, voir Acace.
Acace d'Amida (en latin : Acacius) est un évêque et confesseur du Ve siècle.

## Biographie
Acace était évêque d'Amida en Mésopotamie.
En 419, l'empereur Théodose II l'envoie en ambassade auprès du roi des Perses.
Le premier fruit de cette ambassade est la réunion d'un concile des Églises perses.
En 421, quand la guerre éclate entre les deux Empires, 7 000 Perses sont faits prisonniers par les Byzantins. L'évêque fait fondre et vend les vases sacrés de son église pour payer leur rançon, les libère et les renvoie au roi de Perse, Bahram V, qui demande à le rencontrer. Beaucoup des soldats perses deviennent chrétiens et l'empereur cesse les persécutions.
Acace est ensuite envoyé en Perse pour poser les bases d'une paix, conclue en 422, entre les deux Empires.
Saint Acace est fêté le 9 avril.